# スネージナヤ川
スネージナヤ川（スネージナヤがわ、ロシア語: Сне́жная、ブリヤート語: Үлэнхэ）は、バイカル湖へ流入する河川である。ハマル＝ダバン山脈の北斜面を源流とする中では、最大の水量をもつ。河川名はロシア語で「雪の」という意味がある。観光客に人気のウォーターレジャースポットである。
スネージナヤ川はティルグィン山塊（Тыргын）に始まり、サンギン＝ダバン（Сангин-Дабан）とダバン＝ウトゥリク（Дабан-Утулик）の付近を過ぎる。下流でイルクーツク州とブリヤート共和国の境界線に重なり、バイカル湖へ注ぐ。解氷は5月初旬に始まり、増水期の水深は0.5～1m。平均勾配は100m/kmである。